# Vollmerhausen (Gummersbach)
Vollmerhausen im Oberbergischen Kreis ist ein Ortsteil der Stadt Gummersbach im Regierungsbezirk Köln in Nordrhein-Westfalen.
Vollmerhausen liegt im Aggertal zwischen den Ortsteilen Dieringhausen im Westen und Niederseßmar im Osten und ist etwa 6 km von Gummersbach-Zentrum entfernt.

## Geschichte
- Das Dorf Vollmerhausen gehörte bis 1806 zur Reichsherrschaft Gimborn-Neustadt.[2]

### Erstnennung
Im Jahr 1447 wurde Vollmerhausen das erste Mal urkundlich erwähnt. In den Rechnungen des Rentmeisters Johann van Flamersfelt wird der Begriff „Volmerhusen“ benutzt, was auch heute noch der lokalen Aussprache des Ortsnamens entspricht.

### Textilindustrie
Die Textilindustrie zieht nach Auffassung der meisten Historiker üblicherweise in die ärmsten Gegenden eines Landes, deshalb wurde sie auch im Oberbergischen, das auch „Haferspanien“ genannt wurde, heimisch. Verantwortlich für den Durchbruch der Textilindustrie war unter anderem die Spinnerei Leopold Krawinkel. Sie war bis zur Schließung in den 1960er Jahren der größte Arbeitgeber in Vollmerhausen. Auch für die Entwicklung des Orts war das Unternehmen wichtig, unter anderem entstanden um 1885 Werkswohnungen und ein Mädchenheim.

### Verkehr
Vollmerhausen hatte früher zwei Haltepunkte, je einen an den Strecken Siegburg–Olpe der Aggertalbahn und Dieringhausen–Hagen (Vollmerhausen-Berg) der Volmetalbahn. Beide Gebäude stehen sich bis heute im Bereich Bahnstraße gegenüber. Vollmerhausen-Tal wurde 1924 aufgegeben. Die mittlerweile abgetrennte und zerstückelte Strecke nach Olpe verlor ihren Personenverkehr 1979; an der Station Richtung Gummersbach hält auch schon lange kein Zug mehr.

### Bundeswehrstandort
Das Ortsbild wurde ab 1965 auch vom Luftwaffenmaterialdepot 83 geprägt, das zum Luftwaffenversorgungsregiment 8 der Bundeswehr in Mechernich gehörte. Es nutzte nach der Schließung der Textilfabrik Krawinkel das ehemalige Fabrik-Gelände und dessen Bauten. Zum 31. März 1993 wurde der Standort aufgelöst. Die alten Gebäude, die sich beiderseits der B 55 erstreckten, wurden um 1995 abgerissen. Heute befindet sich dort ein Gewerbegebiet mit Baumarkt, Tankstelle, Autowaschanlage etc.

## Kirchengemeinden
- Evangelisch-Freikirchliche Gemeinde (Baptisten)

## Schulen
- Freie Waldorfschule Vollmerhausen
- Schule für Erziehungshilfe des Oberbergischen Kreises